# Tommy Edwards
Tommy Edwards (* 17. Februar 1922 in Richmond, Virginia; † 22. Oktober 1969 in Henrico County, Virginia) war ein US-amerikanischer Sänger und Songwriter von R&B-, Jazz- und Popmusik. Seine bekannteste Aufnahme war It’s All in the Game, ein Nummer-eins-Hit in den USA und in Großbritannien.

## Leben

### Anfänge in Virginia
Edwards wuchs in Richmond, Virginia, auf und war schon mit neun Jahren im Showbusiness tätig. Er spielte Klavier und sang dazu. In den 1940er Jahren hatte er eine eigene Radiosendung. Er schrieb Songs, darunter 1946 That Chick’s Too Young to Fry, das vom R&B-Sänger Louis Jordan aufgenommen wurde.

### Erfolge in New York
1950 zog Edwards nach New York um und machte dort einige Demoaufnahmen seiner Lieder, darunter All Over Again, um sie besser verkaufen zu können. Er sang sie selbst und überzeugte die Manager von MGM Records mehr mit seiner Stimme als mit den Songs, ihm einen Plattenvertrag zu geben. All Over Again wurde ein Hit in den R&B-Charts; zwei weitere Songs zogen 1951 in die Pop-Charts ein, The Morning Side of the Mountain (Platz 24) und It’s All in the Game (Platz 18). Edwards nahm danach weitere Schallplatten auf, konnte jedoch lange Zeit keine weiteren Singles in die Hitparaden bringen.

## Diskografie

### Spitzenreiter mit einem Oldie
1958 war MGM kurz davor, Edwards’ Vertrag auslaufen zu lassen. Doch kurz zuvor war die Stereo-Aufnahme erfunden worden, und da Edwards noch eine letzte Schallplatte aufnehmen sollte, entschied man sich bei MGM, diese als Demonstration der neuen Technik zu nutzen. Edwards spielte bei diesen Aufnahmen unter anderem seinen alten Hit It’s All in the Game in neuem Arrangement, angelehnt an den aktuellen Rock-and-Roll-Sound, auf. Den Verantwortlichen bei MGM gefiel das Ergebnis so gut, dass sie den Song im August 1958 als Single veröffentlichten. Er kam in die Top 100, und am 14. September sang Edwards ihn im Fernsehen in der Ed Sullivan Show. 15 Tage später löste It’s All in the Game Domenico Modugnos Nel blu dipinto di blu an der Spitzenposition der Billboard-Charts ab und ließ sich sechs Wochen nicht verdrängen. Auch in Großbritannien erreichte der Titel Platz 1.

### Singles
| Jahr | Titel Album                                       | Höchstplatzierung, Gesamtwochen, AuszeichnungChartplatzierungen (Jahr, Titel, Album, Platzierungen, Wochen, Auszeichnungen, Anmerkungen) | Höchstplatzierung, Gesamtwochen, AuszeichnungChartplatzierungen (Jahr, Titel, Album, Platzierungen, Wochen, Auszeichnungen, Anmerkungen) | Anmerkungen |
| Jahr | Titel Album                                       | US | UK | Anmerkungen |
| ---- | ------------------------------------------------- | --- | --- | ----------- |
| 1951 | The Morning Side of the Mountain –                | US24 (1 Wo.)US | — |             |
| 1951 | It’s All in the Game –                            | US18 (9 Wo.)US | — |             |
| 1958 | It’s All in the Game (neue Version) –             | US1 (22 Wo.)US | UK1 (17 Wo.)UK |             |
| 1958 | Please Love Me Forever –                          | US61 (3 Wo.)US | — |             |
| 1958 | Love Is All We Need –                             | US15 (16 Wo.)US | — |             |
| 1959 | Please Mr. Sun –                                  | US11 (13 Wo.)US | — |             |
| 1959 | The Morning Side of the Mountain (neue Version) – | US27 (12 Wo.)US | — |             |
| 1959 | My Melancholy Baby –                              | US26 (8 Wo.)US | UK29 (1 Wo.)UK |             |
| 1959 | It’s Only the Good Times –                        | US86 (3 Wo.)US | — |             |
| 1959 | I’ve Been There –                                 | US53 (10 Wo.)US | — |             |
| 1959 | I Looked at Heaven –                              | US100 (1 Wo.)US | — |             |
| 1959 | Honestly and Truly –                              | US65 (8 Wo.)US | — |             |
| 1959 | New in the Ways of Love –                         | US47 (9 Wo.)US | — |             |
| 1960 | Don’t Fence Me In –                               | US45 (8 Wo.)US | — |             |
| 1960 | I Really Don’t Want to Know –                     | US18 (13 Wo.)US | — |             |
| 1960 | It’s Not the End of Everything –                  | US78 (2 Wo.)US | — |             |

grau schraffiert: keine Chartdaten aus diesem Jahr verfügbar

### Nach dem großen Hit
Edwards konnte an den Erfolg von It’s All in the Game mit 3,5 Millionen verkauften Platten nie wieder richtig anknüpfen. In den folgenden zwei Jahren hatte er zwar weitere Charterfolge in den USA, 1958 mit Love Is All We Need, 1959 mit Please Mr. Sun und The Morning Side of the Mountain, beides Neuaufnahmen seiner Titel von 1951 und 1952. Nach einem letzten Top-20-Hit 1960 I Really Don’t Want To Know. 1960 war seine letzte Single in den US-Charts – sie hieß ausgerechnet It’s Not the End of Everything (etwa: „Es ist noch nicht alles zu Ende“). Bei all seinen Aufnahmen seit 1958 wurde er von dem LeRoy Holmes Orchester begleitet.
Mit 47 Jahren starb Tommy Edwards an den Folgen eines Hirn-Aneurysmas.